# Ніога (Іллінойс)
Ніога (англ. Neoga) — місто (англ. city) в США, в окрузі Камберленд штату Іллінойс. Населення — 1398 осіб (2020).

## Географія
Ніога розташована за координатами 39°19′19″ пн. ш. 88°27′0″ зх. д. / 39.32194° пн. ш. 88.45000° зх. д. (39.321908, -88.450010).  За даними Бюро перепису населення США в 2010 році місто мало площу 3,70 км², уся площа — суходіл.

## Демографія
Згідно з переписом 2010 року, у місті мешкало 1636 осіб у 614 домогосподарствах у складі 449 родин. Густота населення становила 442 особи/км².  Було 642 помешкання (173/км²).
Расовий склад населення:
| - 98,0 % — білих - 0,7 % — чорних або афроамериканців - 0,2 % — азіатів - 0,1 % — корінних американців |

До двох чи більше рас належало 0,8 %. Частка іспаномовних становила 0,8 % від усіх жителів.
За віковим діапазоном населення розподілялося таким чином: 25,2 % — особи молодші 18 років, 58,2 % — особи у віці 18—64 років, 16,6 % — особи у віці 65 років та старші. Медіана віку мешканця становила 38,6 року. На 100 осіб жіночої статі у місті припадало 89,4 чоловіків;  на 100 жінок у віці від 18 років та старших — 88,2 чоловіків також старших 18 років.
Середній дохід на одне домашнє господарство  становив 45 169 доларів США (медіана — 31 141), а середній дохід на одну сім'ю — 50 438 доларів (медіана — 37 798). Медіана доходів становила 38 839 доларів для чоловіків та 27 059 доларів для жінок. За межею бідності перебувало 24,2 % осіб, у тому числі 36,4 % дітей у віці до 18 років та 15,2 % осіб у віці 65 років та старших.
Цивільне працевлаштоване населення становило 661 осіб. Основні галузі зайнятості: виробництво — 25,1 %, освіта, охорона здоров'я та соціальна допомога — 23,0 %, мистецтво, розваги та відпочинок — 10,4 %, роздрібна торгівля — 9,7 %.